# Catedral de San Pedro y San Pablo (San Petersburgo)
Para otras catedrales del mismo nombre véase Catedral de San Pedro y San Pablo.

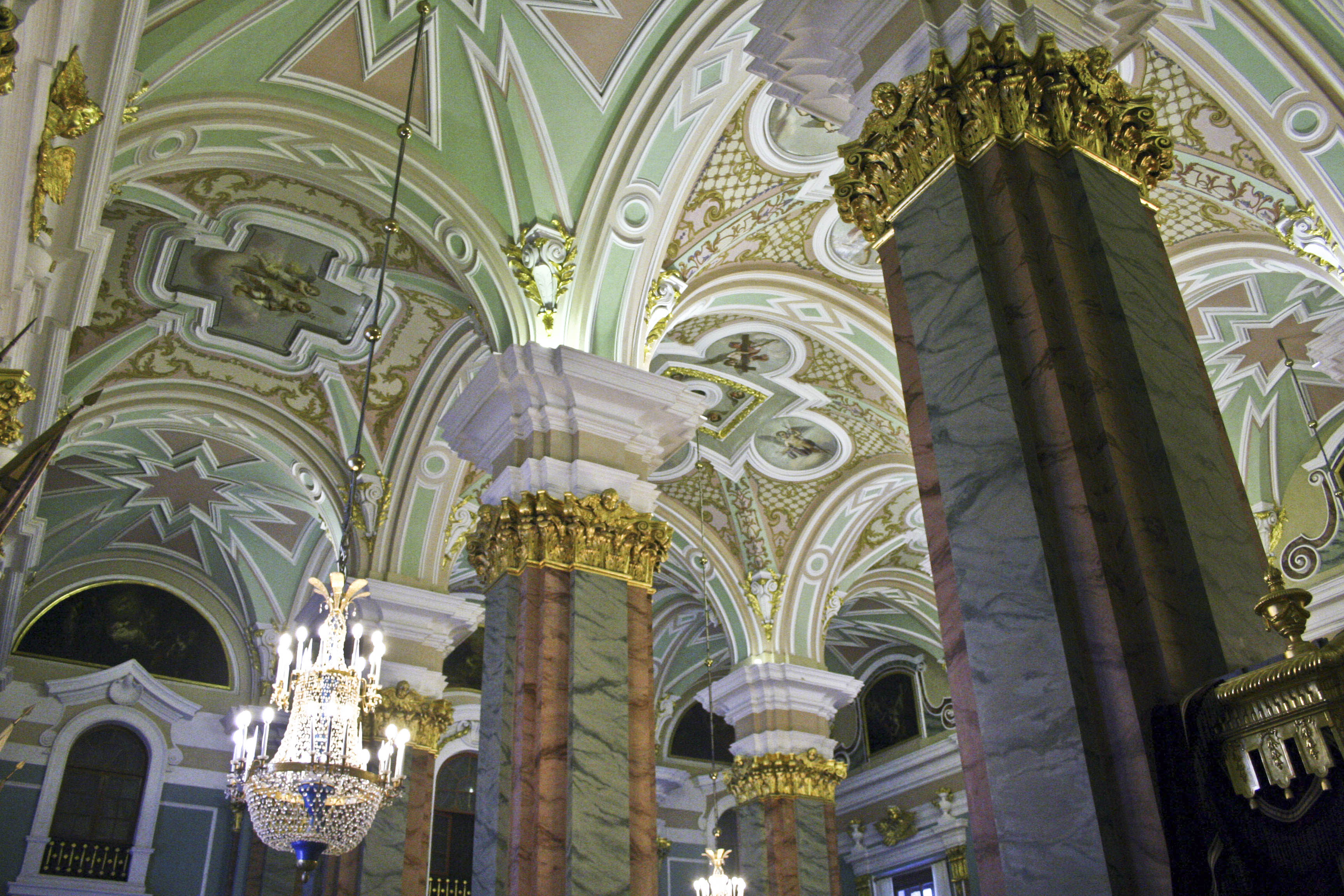
Vista interior del techo.

La catedral de San Pedro y San Pablo (del ruso: Петропавловский собор Petropavlovskii Sobor) es un templo ortodoxo ruso dentro de la Fortaleza de San Pedro y San Pablo en la ciudad de San Petersburgo, Rusia.
La fortaleza, originalmente construida durante el mandato de Pedro I el Grande y diseñada por Domenico Trezzini, es el primer y el más antiguo punto de interés de San Petersburgo, construida entre 1703 y 1733 sobre la isla de Zayachy, a orillas del río Neva. La razón más importante por la cual Pedro I decidió emplazar aquí la fortaleza fue para defenderse contra un posible ataque naval sueco durante la Gran Guerra del Norte.

## La catedral
La catedral recibió el nombre de los santos Pedro y Pablo. La catedral actual es la segunda del lugar. La primera, construida poco tiempo después de la fundación de la ciudad, fue consagrada por el arzobispo Iov de Nóvgorod en abril de 1704. El edificio actual, la primera iglesia de piedra de San Petersburgo, fue diseñado por Trezzini y erigido entre 1712 y 1733. Su aguja alcanza los 123 metros de altura, con la figura de un ángel en su extremo. Este ángel es uno de los símbolos más importantes de San Petersburgo. Cuando los restauradores estaban trabajando para limpiar la figura en 1997, encontraron una nota en una botella entre los pliegues de la toga del ángel. En la nota, los restauradores de 1953 se disculpaban por lo que ellos consideraban un trabajo mediocre y de mala calidad, producto de la prisa de Jrushchov, quien quería que el ángel fuera restaurado para el 250.º aniversario de la ciudad. Se dice que los renovadores de 1997 dejaron otra nota para las futuras generaciones, aunque su contenido se desconoce.
La catedral permaneció cerrada en 1919 y convertida en museo en 1924. Todavía es un museo, pero desde el año 2000 se celebran servicios religiosos en el lugar.
La catedral contiene los restos de la mayoría de los emperadores y emperatrices desde Pedro el Grande hasta Nicolás II y su familia, quienes finalmente recibieron sepultura en 1998. De los soberanos posteriores a Pedro I, solo Pedro II e Iván VI no están enterrados allí. Pedro II se encuentra en la Catedral del Arcángel Miguel en el Kremlin, Moscú, mientras que Iván VI fue ejecutado y enterrado en la fortaleza de Shlisselburg. La catedral posee un típico carillón flamenco, regalo de la ciudad flamenca de Malinas, Flandes.
El 28 de septiembre de 2006, 78 años después de su muerte, María Fiódorovna, emperatriz de Rusia, fue enterrada nuevamente en la Catedral de San Pedro y San Pablo. Esposa del Zar Alejandro III y madre de Nicolás II (el último zar ruso), María Fiodorovna falleció el 13 de octubre de 1928 en el exilio en su país natal, Dinamarca, y fue enterrada en la Catedral de Roskilde de dicho país. En 2005, los gobiernos de Dinamarca y Rusia acordaron el retorno de los restos de la emperatriz a San Petersburgo, según su deseo de ser enterrada al lado de su marido.
La catedral fue la iglesia catedral (esto es, la sede del obispo; el término "catedral", собор -pronunciado sobor en ruso-, se puede referir, aparte de la sede del obispo, a una gran e importante iglesia) de la ciudad hasta 1859 (cuando la Catedral de San Isaac se convirtió en la catedral de la ciudad). La iglesia catedral actual de San Petersburgo es la Catedral de Nuestra Señora de Kazán, en Nevsky Prospekt.

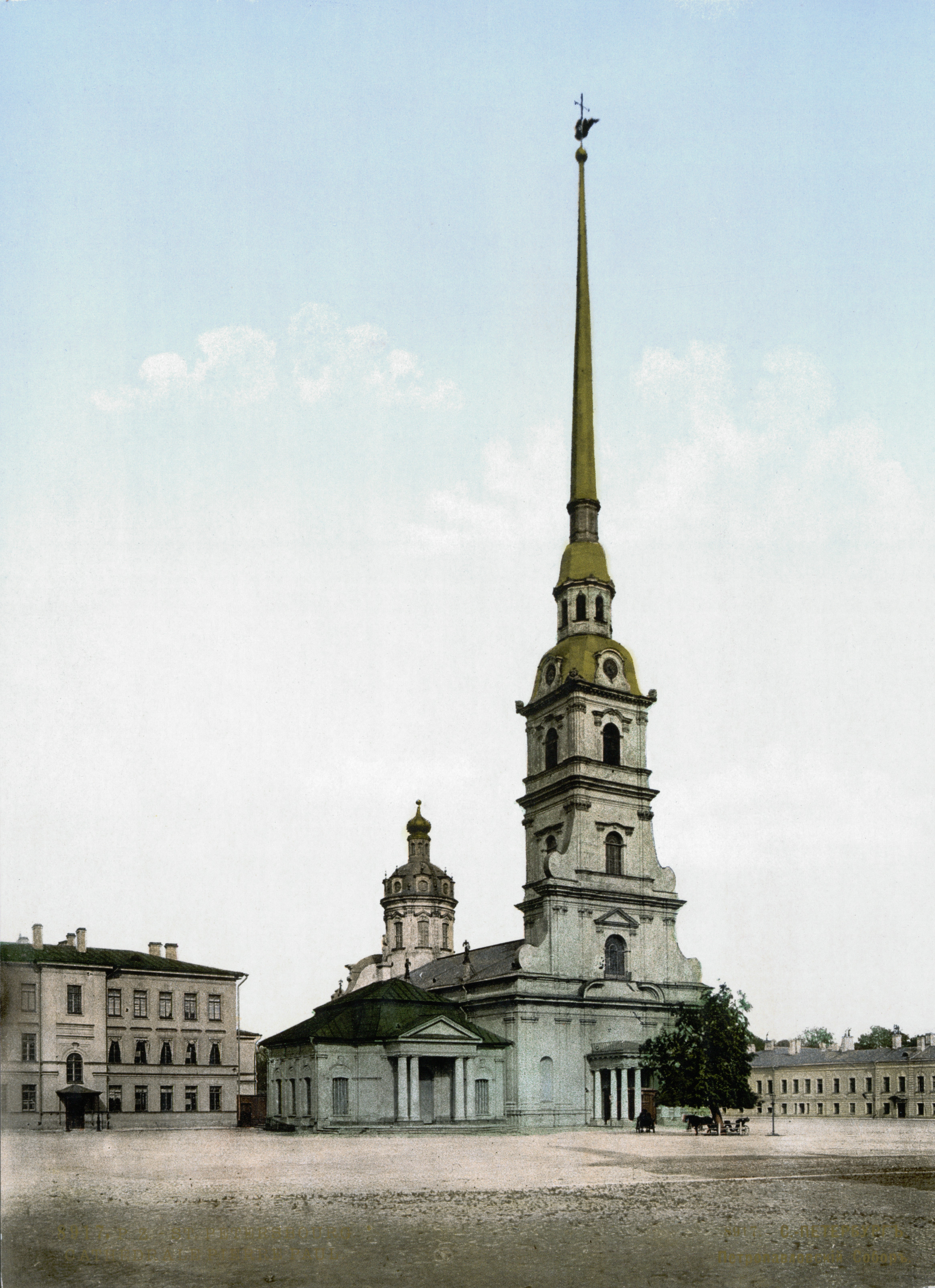
Antigua postal
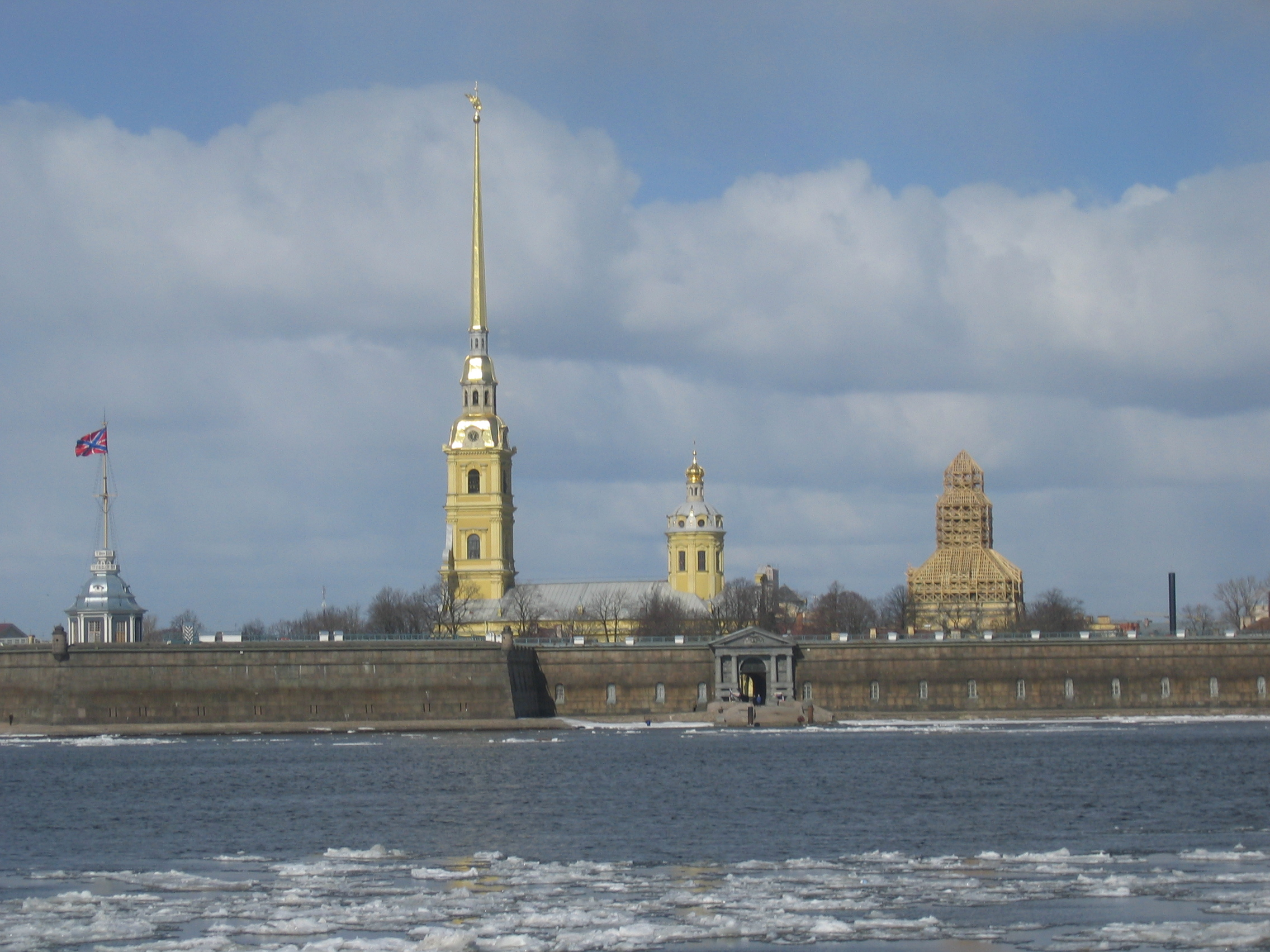
Vista desde el Neva
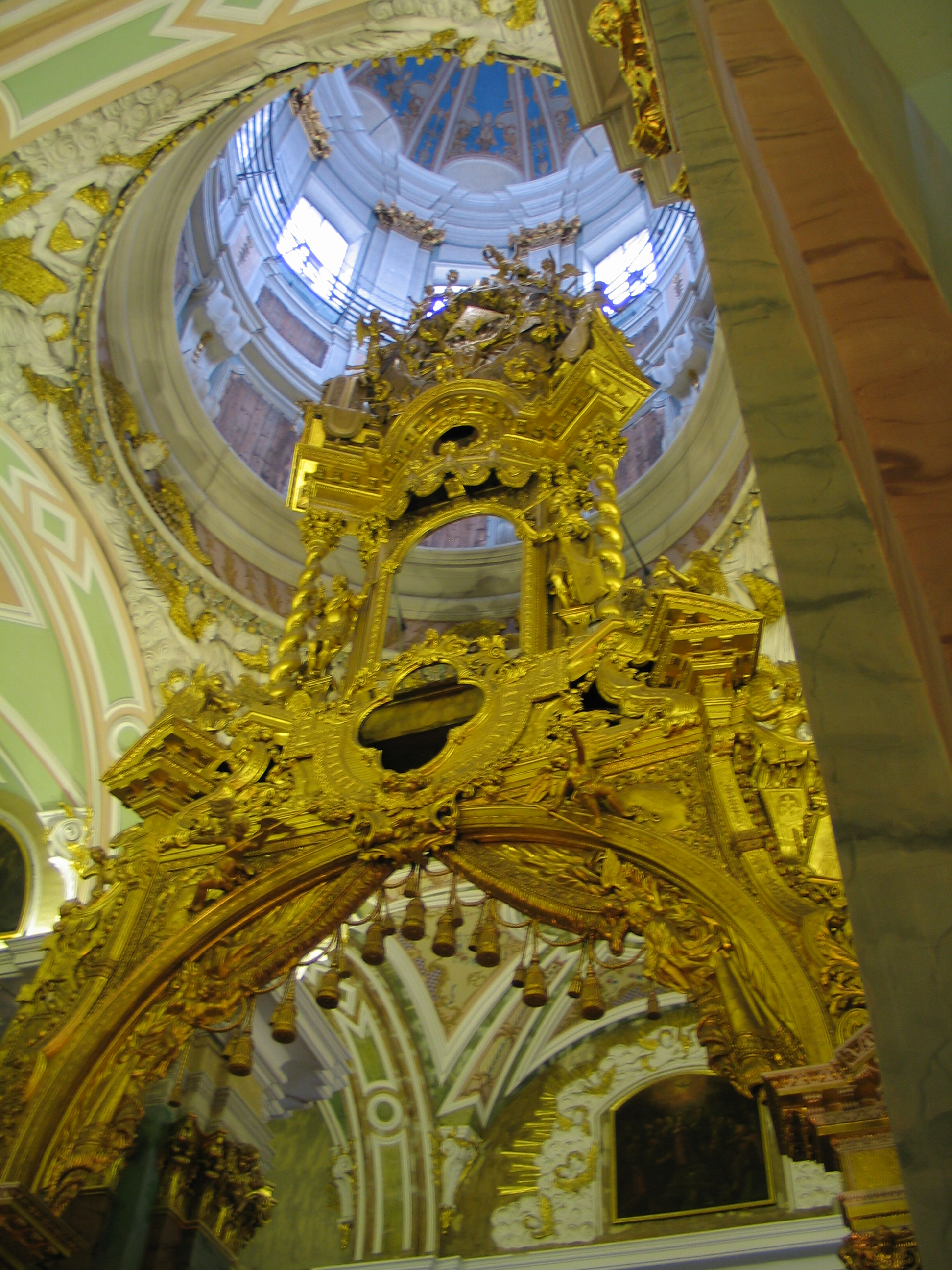
Interior
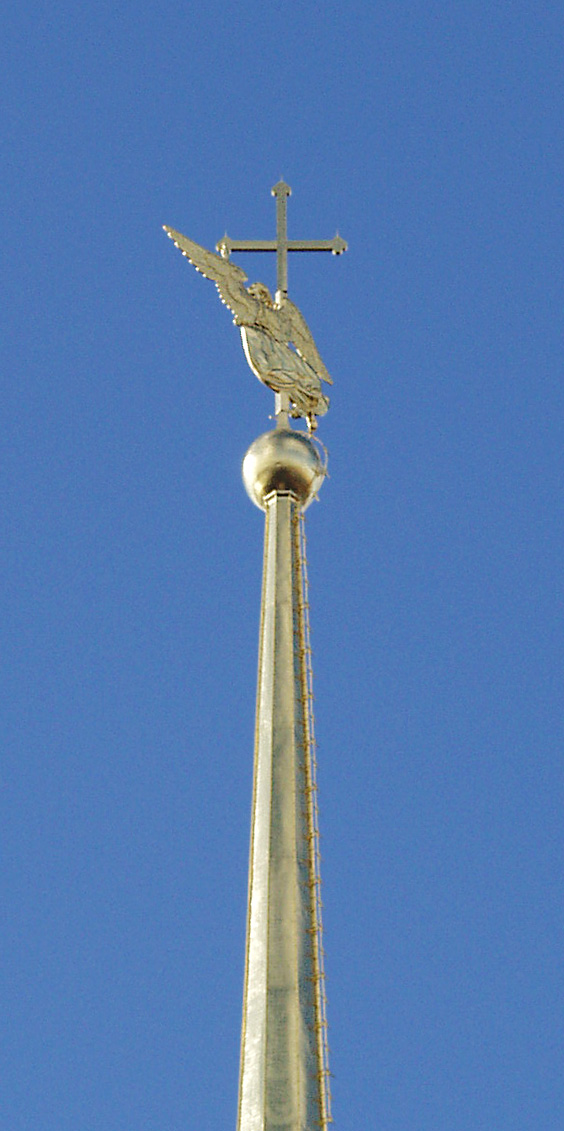
Aguja

## Campanario

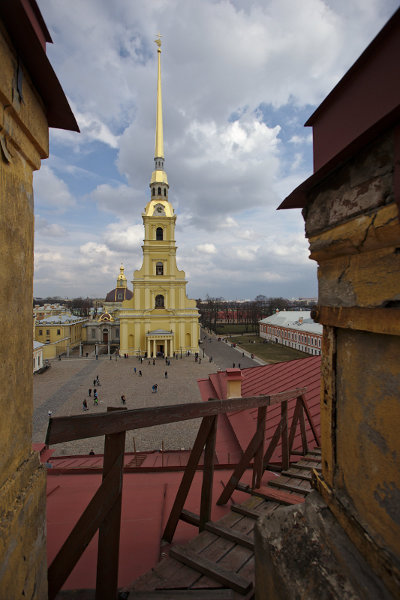
Catedral de Pedro y Pablo

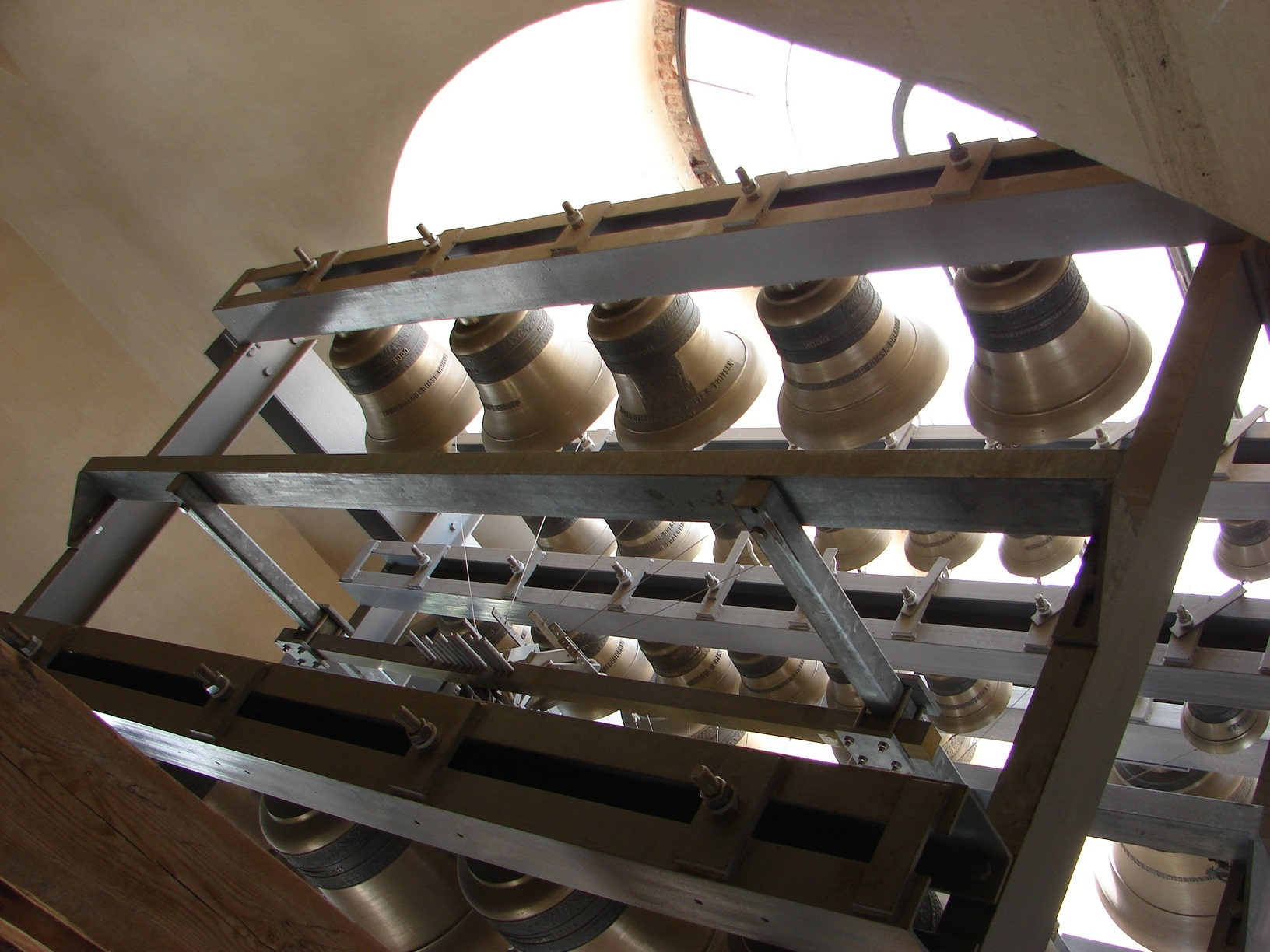
Carillón

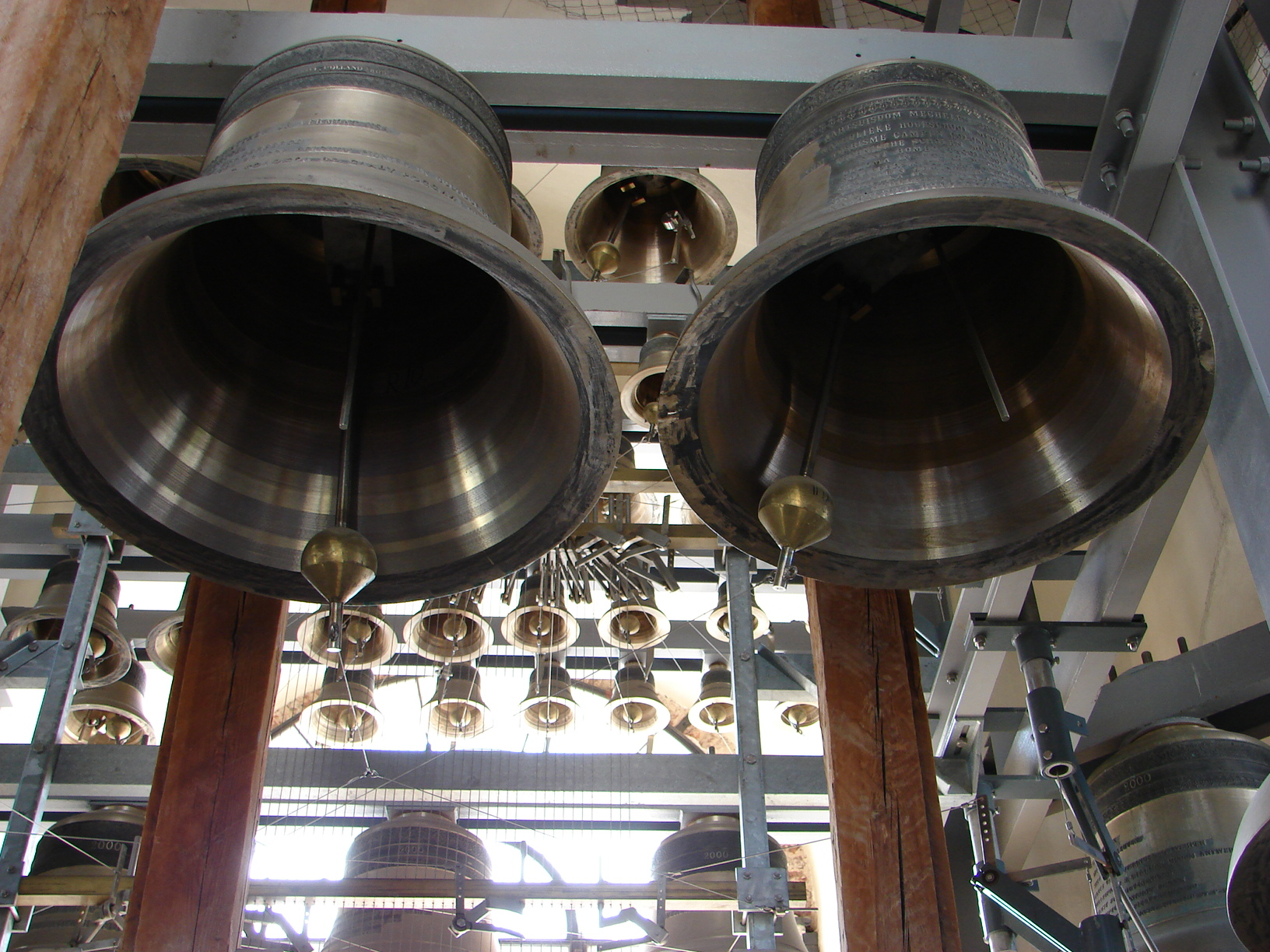
Campanas mayores del carillón

El campanario (con su reconocible aguja) es la característica dominante de esta catedral y de la fortaleza. Cumple varias funciones como parte de la estructura:
- Es un símbolo arquitectónico, una parte importante de la configuración de la Fortaleza Pedro y Pablo.
- Es una parte de la tumba imperial (las tumbas están en la planta baja).
- Servía de pararrayos para proteger la catedral.
- Se trata de una plataforma de observación de la ciudad (hay excursiones cada hora entre las 12:00 y las 18:00).
- Alberga un carillón con el que se interpretan periódicamente conciertos.

Cuando los equipos de restauración estaban limpiando el ángel de la torre en 1997, encontraron una nota en una botella escondida en uno de los pliegues de la túnica del ángel. En la nota, los restauradores de 1953 se disculpaban por lo que sabían un apresurado trabajo de mala calidad (el primer ministro soviético Nikita Jruschov quería que el ángel estuviese restaurado por el 250 aniversario de la ciudad de aquel año). Se dice que los restauradores de 1997 dejaron otro mensaje para las generaciones futuras, pero el contenido de ese mensaje no ha sido revelado.

## Historia del carillón
Cuando Pedro el Grande visitó los Países Bajos en 1690, escuchó las perfectas sintonías de los carillones de los hermanos Hemony en Ámsterdam y Leiden cantando los 24 horas del día, cada cuarto de hora automáticamente. Posteriormente, en 1717 visitó Flandes de incógnito y subió a la torre de la Catedral de Nuestra Señora en Amberes, donde debió ver uno de sus carillones Hemony. Quedó impresionado por el sonido del carillón y pensó en instalar uno del mismo tipo en su nueva catedral en San Petersburgo. Así que encargó uno en 1720 en los Países Bajos. En Ámsterdam, la única fundición de campanas en esa época era la de Jan Albert de Grave. Estaba casado con la viuda de Claude Fremy, quien fue alumno de los Hemony. Así que debió ser presumiblemente el fundidor de las campanas de la nueva catedral de San Petersburgo. Algunos años más tarde, de Grave también construyó el carillón de Potsdam. El carrillón tuvo problemas desde el principio, y en San Petersburgo solo se podía escuchar este instrumento bien afinado por cortos períodos de tiempo. En 1756 la torre se incendió después de una tormenta, y se perdieron todas las campanas.
En Derck fundió de nuevo las campanas y el relojero Barend Oortkras de La Haya las trajo a San Petersburgo para instalarlas. Cuando llegó, la torre no estaba reconstruida todavía, por lo que no pudo volver a instalar las campanas. Oortkras permaneció en San Petersburgo, pero en 1764 murió en la pobreza antes de que se terminara la torre. Este nuevo carillón fue instalado en 1776 por el relojero alemán Johann Erdmann Rudiger. Rudiger también fue contratado para tocar las campanas. Derck no fue capaz de afinar todas las campanas, por lo que algunas fueron refundidas en Rusia en el siglo XIX. Como todavía se puede escuchar, esto tampoco solucionó el problema. Es por eso que en 2001 se hizo una nueva serie de 51 campanas en el sur de Holanda. Las campanas fueron montadas y el carillón instalado por el taller de fundición Real Petit & Fritsen de Aarle-Rixtel en Brabante Septentrional. El carillón está compuesto por 51 campanas con un peso bruto de 15.160 kg; la campana más grande pesa alrededor de 3 toneladas, la más pequeña solo 10 kg. El carillón tiene un rango de cuatro octavas, así que la mayoría de la música clásica y moderna se puede interpretar con este instrumento.
El carillón de Pedro y Pablo es un regalo a San Petersburgo del Gobierno de Flandes, y más de 350 patrocinadores de diferentes países. La contribución fue presentada en nombre de Su Majestad la Reina Fabiola, el Fondo Belga Rey Balduino, el Gobierno de la Provincia de Flandes, las autoridades de varias ciudades flamencas y las comunidades, incluidas las empresas y las instituciones financieras, comunidades culturales, escuelas y universidades, y también los ciudadanos ordinarios de Bélgica, Rusia, Inglaterra, Alemania, Lituania, Países Bajos, Nueva Zelanda, Portugal, EE. UU. y Japón.